# Dobsonia
Dobsonia là một chi động vật có vú trong họ Dơi quạ, bộ Dơi. Chi này được Palmer miêu tả năm 1898. Loài điển hình của chi này là Cephalotes peroni E. Geoffroy, 1810.

## Các loài
Chi này gồm các loài: